# Tolcsva
Tolcsva község Borsod-Abaúj-Zemplén vármegyében, a Sárospataki járásban, a Tokaji borvidéken.

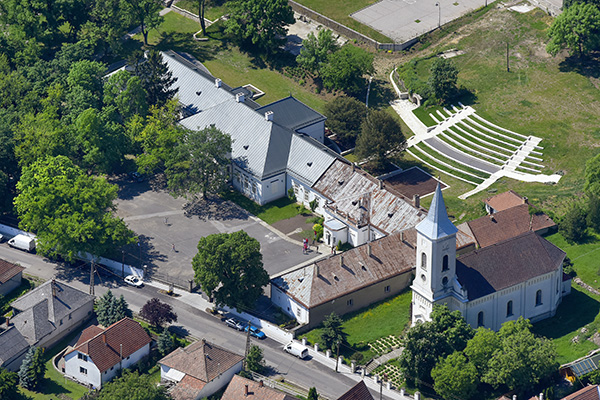
Szirmay-Waldbott kastély, Tolcsva - légi fotó

## Fekvése
Tolcsva Magyarország északkeleti részén, Tokajhegyalja középső területén, a Bodrogba folyó Nagy-Tolcsva-patak két oldalán fekszik, Szerencs és Sátoraljaújhely között, 25–25 km távolságra.
Öt hegyaljai szőlőtermelő településsel határos; szomszédai: északon és északnyugaton Erdőhorváti, keleten és délkeleten Sárazsadány, dél-délnyugaton Olaszliszka, nyugaton Erdőbénye, délen Vámosújfalu.

### Földrajza
Domborzatát alapvetően a felszín gyenge függőleges tagozottsága és a tenger szintje felett 300 méternél nem magasabb dombok jellemzik. Az altalaj vulkáni utóműködésből származó riolittufa, zeolit; a felszínt főleg jégkorszaki nyirok és humuszos talaj borítja. Összességében a település kiváló természeti, földrajzi adottságokkal rendelkezik, melyek fontos tényezői az eredményes szőlőművelésnek.

### Megközelítése
A település csak közúton közelíthető meg, a legegyszerűbben a 37-es főútról Vámosújfalunál leágazó 3716-os úton; ez köti össze a Zempléni-hegység magasabban fekvő részein elterülő településekkel is. Erdőbénye felől a 3717-es úton érhető el.
Déli határszélétől nem messze húzódik a Budapest–Sátoraljaújhely-vasútvonal, melynek egyik állomása ráadásul az Olaszliszka-Tolcsva vasútállomás nevet viseli, de az valójában Vámosújfalu területén található, Tolcsva központjától mintegy 3 kilométerre.

## Története
Tolcsva és környéke az őskőkortól kezdve lakott volt, amit az itt talált régészeti leletek is bizonyítanak. A Várhegy) nevű határrész arra utal, hogy ott vár állhatott, IV. Béla korabeli, melynek nyomai még a múlt század közepén láthatók voltak. A régészek értékes leleteket találtak a településen és környékén, melyek többsége megtalálható a miskolci Herman Ottó Múzeumban, illetve a budapesti Nemzeti Múzeumban.
Az oklevelek 1255-ben említették először, Tolchwa néven. A Zsigmond-kori okmányokban nyomon követhetők Tolcsva birtokosainak változásai:
1366-ban Tolcsvai János és fiainak, 1398-ban Debrői Istvánnak, 1404-ben Keéri Lászlónak, 1410-ben Toronyi Pálnak, 1414-1445 között a Csicseri családnak, 1446-tól a Tolchvai és Upori családnak volt itt birtoka.
1511-től a Bánffy, Eödönffi, Dobó, Gerendi, Czékei, Mezőssyek, Szekrényessyek, Dessewffyek és sok más nemesi család birtoka volt. 1602-ben a Lónyay, 1630-ban a Rákóczi-család volt Tolcsva birtokosa. 1486-ban Nagytolcsva mezővárosi rangot kapott, és a későbbiek során is különféle városi szabadalmakat élvezett.
Egykor arany- és ezüst-bányászata is volt. A Tolcsva környéki hegyek pedig jáspist, obszidiánt és kalcedont tartalmaznak.
Az 1700-as évek második felében Tolcsva a gróf Szirmay és utána a báró Waldbott Frigyes családok tulajdonába került. A Waldbott kastély ma is áll, melyben a község általános iskolája működik.
A görögök megjelenése Tolcsván 1711 után figyelhető meg, akik az ún. Tokaji Compania kereskedő társaság tagjaiként fontos szerepet játszottak a Hegyalja borkereskedelmével és a vidéknek külföldi árukkal történő ellátásában. Az 1725-1728-as népszámlálás szerint már éltek zsidó családok Tolcsván. A későbbi időben nagy szerepet játszottak a vidék borkereskedelmében.
A 18. század végén Tolcsva bekapcsolódott az országos postahálózatba. A faluban gyógyfürdő működött. Az 1828-as népszámlálás adatai szerint a településen 501 ház állt. Az 1848-as forradalom eseményeiről a zsidó kereskedők számoltak be a falu lakosainak, akik a pesti vásáron tartózkodtak. 1848 szeptemberében Szirmay Ödön akkori polgármester rendelete értelmében a szőlődézsmát eltörölték, mely egyike volt a legnehezebb feudális terheknek. A szabadságharc csatáiban aktívan részt vettek a tolcsvaiak.
Az 1850-től 1945-ig tartó történelmi korszakban fontos változások következtek be Tolcsva társadalmi, gazdasági, kulturális életében. A települést 1856-ban súlyos tűzvész pusztította, melynek során számos középület és 90 ház porig égett. Az iparosság továbbra is egységes céh keretek között működött. Az 1867. évi kiegyezés megteremtette a modern közigazgatást, gazdálkodást, pénzintézeti működéseket, az iskola ügyet, a művelődés irányítását új alapokra helyezte. Tolcsva 1872-ben, a Sátoraljaújhely-Legenye-Mihályi vasúti szárny bővítése révén bekapcsolódott az országos és nemzetközi vasúti közlekedésbe. 1886. évi közigazgatási törvény a várost lefokozta nagyközségi rangra.
A filoxéra járvány (szőlővész) 1886-ban érte el Tolcsvát, és a hegyaljai települések közül itt volt a legnagyobb a szőlő pusztulása. Az újratelepítés után 1895-re majdnem visszaállt a vész előtti állapot. A nagyobb szőlőbirtokosok nemcsak pincészettel, hanem feldolgozó és palackozó üzemekkel is rendelkeztek, önálló kereskedelmi, értékesítési joggal, az üvegeken saját címerrel ellátott címkékkel. A Hegyalján a 19. század második felétől különböző társaságok, egyesületek alakultak, melyekhez a tolcsvai birtokosok is csatlakoztak.
1913-ban nagy árvíz pusztított a településen, melynek során kb. 160 lakóház került víz alá. A természeti csapás után, emberi áldozatokat követelő világháború jött. A háború éveiben nemcsak a hadszíntéren, de a hadi üzemekben is jelen voltak a tolcsvai lakosok. Az áldozatok emlékére a községi képviselőtestület emlékművet állított. A világháború pusztításai, a Tanácsköztársaság helyi negatív intézkedései, majd a trianoni békeszerződés hátrányosan hatott Tolcsva fejlődésére 1920 után. A tolcsvaiak elvesztették a korábbi piacaikat, országos vásáraikra sem jöttek el az elcsatolt területekről.

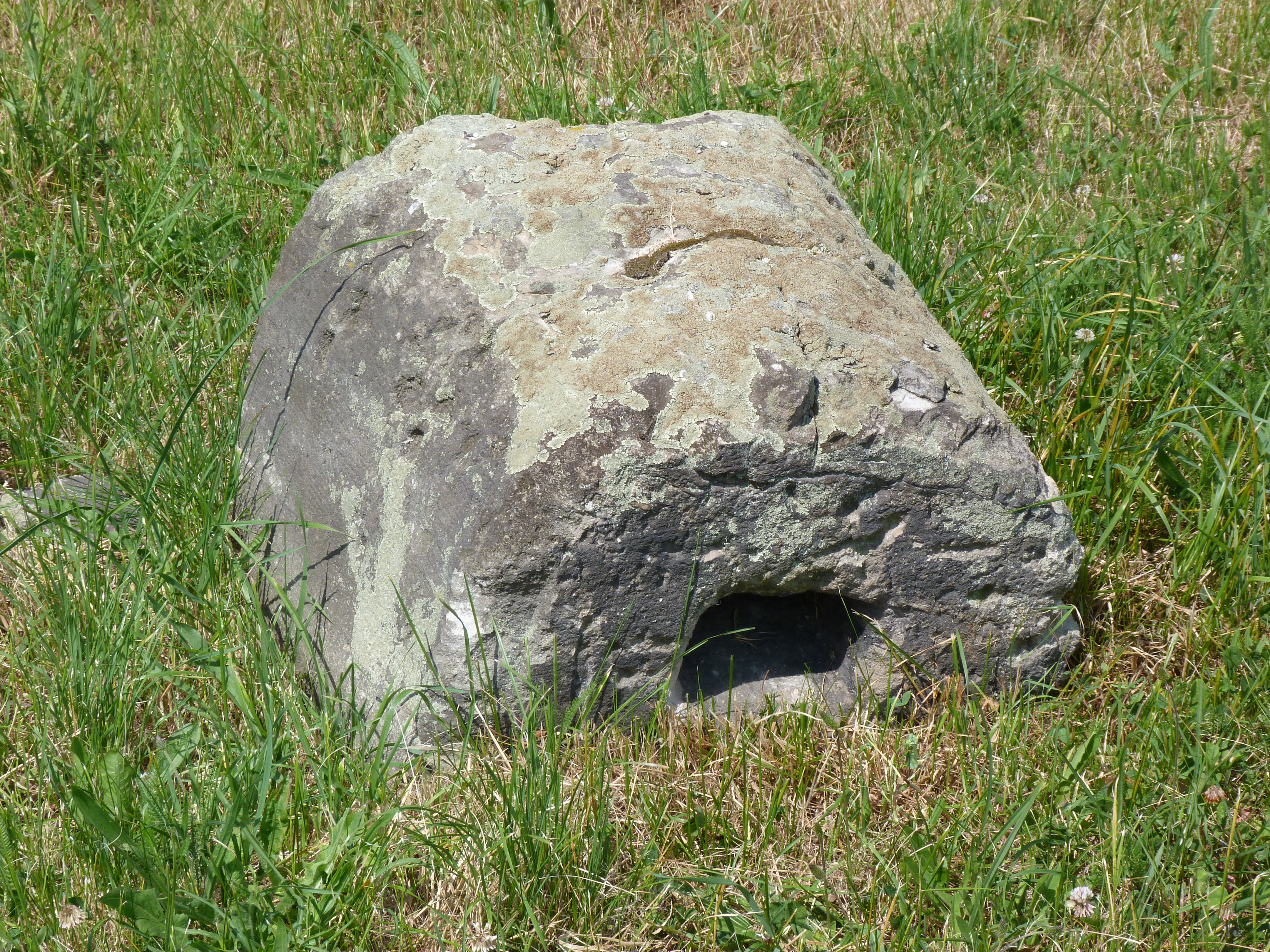
Riolittufából készített léleklyuk Tolcsván

1939-ben, a világháború kitörése után lengyel menekültek telepedtek meg Tolcsván. Központi utasításokra fokozódott a helyi zsidóság tevékenységének korlátozása. Megszüntették egyesületeiket, szervezeteiket, iskolájukat, eljárást kezdeményeztek ellenük, bolti készleteiket elkobozták, ingatlanaikat elvették stb. Tolcsváról a hadköteles férfiakat a hadszíntérre küldték, a polgári lakosság pedig a katonaság felszerelésének kiegészítésében vett részt. A második világháború áldozatainak emlékoszlopán 47 név szerepel, kik katonaként, vagy polgári személyként haltak meg.
1944. december 17-én vonultak be a román, majd a szovjet csapatok. Komoly megterhelést jelentett a lakosság számára a szovjetek rendelkezései: a borkészlet felmérése és lefoglalása, termények, élő állatok, takarmány, élelmiszerek stb. hadi célra való beszolgáltatása. 1945 márciusában Tolcsván is megalakult a néphatalmi szervezet, a Nemzeti Bizottság. Ezen év augusztus 4-én Ónody Imre községi bíró elnökletével összeült az új képviselőtestület. Intézkedés történt a zsidó vagyonok visszajuttatásáról. Az 1945-46-os tanév már nyugodt körülmények között folyt. Az óvoda folyamatosan működött. 1945 márciusában Tolcsván is földosztás kezdődött. 1947-ben megtörtént a község villamosítása, 1948-ban pedig államosították az iskolákat. Megindult a mozi működése, a kultúrház és könyvtár intézményes működése és takarékpénztár is alakult.
A településről vette nevét a Tolcsvai család, valamint előnevét a Tolcsvai Nagy család.
Tolcsvával volt határos a mára már elpusztult Kutpataka község is, melynek nevét a 14. század végén említették az oklevelek Kughpathaka, Kwthpataka néven. 1410-ből ismerjük birtokosa nevét is: Toronyai Pál.

## Közélete

### Polgármesterei
- 1990–1994: Kiss István (független)[5]
- 1994–1998: Kiss István (független)[6]
- 1998–2002: Vojnár László (független)[7]
- 2002–2006: Vojnár László (független)[8]
- 2006–2008: Vojnár László (független)[9]
- 2008–2010: Vojnár László (független)[10]
- 2010–2014: Csoma Ernő (Fidesz-KDNP)[11]
- 2014–2019: Csoma Ernő (Fidesz-KDNP)[12]
- 2019–2024: Csoma Ernő (Fidesz-KDNP)[13]
- 2024– : Tóth Gábor (független)[1]

A településen 2008. július 13-án időközi polgármester-választást (és képviselő-testületi választást) tartottak, az előző képviselő-testület önfeloszlatása miatt. A polgármester-választáson a hivatalban lévő faluvezető is elindult, és a második helyezettel elég szoros versenyben ugyan, de meg tudta erősíteni a pozícióját.

## Népesség
A település népességének változása:
| Lakosok száma | 1884 | 1850 | 1818 | 1636 | 1506 | 1517 | 1454 |
|               | 2013 | 2014 | 2015 | 2021 | 2022 | 2023 | 2024 |

2001-ben a település lakosságának 91%-a magyar, 8%-a cigány és 1%-a ruszin nemzetiségűnek vallotta magát.
A 2011-es népszámlálás során a lakosok 79,1%-a magyarnak, 5,4% cigánynak, 2,9% ruszinnak mondta magát (20,6% nem nyilatkozott; a kettős identitások miatt a végösszeg nagyobb lehet 100%-nál). A vallási megoszlás a következő volt: római katolikus 37,7%, református 10,3%, görögkatolikus 17,4%, evangélikus 0,2%, felekezeten kívüli 3,2% (30,9% nem válaszolt).
2022-ben a lakosság 90,8%-a vallotta magát magyarnak, 6% ruszinnak, 4,4% cigánynak, 0,1% németnek, 1,3% egyéb, nem hazai nemzetiségűnek (9,1% nem nyilatkozott; a kettős identitások miatt a végösszeg nagyobb lehet 100%-nál). Vallásuk szerint 36,7% volt római katolikus, 11,7% református, 18,7% görög katolikus, 0,2% evangélikus, 0,1% izraelita, 3,1% felekezeten kívüli (29,1% nem válaszolt).

## Gazdasága
A vidék alapvető gazdaság-földrajzi sajátosságát a 17-19. században a szőlő- és borgazdaság jelentette, azonban a szántóföldi gazdálkodásnak, az állattartásnak, erdőhasznosításnak és a hozzájuk kapcsolódó iparágaknak is jelentős szerepük volt Tolcsván. Az itt lakók két nyomásban búzát, kukoricát, rozsot, zabot termeltek. Az erdőt építkezésre, tüzelésre, makkoltatásra, legeltetésre, vadászatra hasznosították. A Tolcsva patakon több nagy teljesítményű malom működött. A kerti gyümölcsösökben szilvát, diót, körtét termeltek. Az állattartás rideg körülmények között folyt.
A Rákóczi-szabadságharc után a borpiac kiszélesedése, az aszúbor megjelenése, az értékesítés akadályainak eltűnése segítették a minőségi és mennyiségi fejlődést. Az itteni pincékben érlelt borokból kerültek ki a leghíresebbek, melyek az egész Hegyaljának megalapozták a hírnevét. A borszállítások elsősorban a felvidéki városokon át Lengyelországba irányultak.
1904 januárjában hosszú készülődés után újjáalakult a tolcsvai ipartestület, mely egybefogta a helyi iparosságot, mestereket, segédeket, tanoncokat egyaránt. A lakosság ellátására kiépült az üzlethálózat, mely a környező falvakból a piacra ideérkező lakosság igényeit is kielégítette.
1920 után a trianoni határ miatt a tolcsvaiak elvesztették a korábbi piacaikat. A pénzromlás, majd a gazdasági válság mind kedvezőtlenül hatott a község iparos, gazdálkodó rétegére.
Egy 1940. évi összeírás ipari létesítmény között említ egy fűrésztelepet, egy hengermalmot, gyümölcskonzervgyárat, szeszfőzdéket.
Az 1945 óta működő Szövetkezeti Borvásárló Egyesület utódaként 1950-ben alakult a Magyar Állami Pincegazdaság Tolcsvai Pincészete. Az állami gazdaság és pincegazdaság egyesülésével 1971. január 1-jétől kezdte meg működését a Tokajhegyaljai Állami Gazdasági Borkombinát, melynek II. sz. kerülete volt a tolcsvai. A Borkombinát 4 korszerű szőlőfeldolgozó üzemmel rendelkezett, a tároláshoz 16 pincészet, 200 pince szolgált, szeszfőzdék, palackozó üzemek is tartoztak hozzá, székhelye Sátoraljaújhelyen volt.
1974-ben kezdte meg működését a tolcsvai palackozó üzem. Itt palackozott fajták: Tokaji Muskotályos, Tokaji Ó Furmint, Tolcsvai Édes Furmint, Tolcsvai Édes Hárslevelű, Tokaji Száraz Szamorodni, Tokaji Édes Szamorodni, Tokaji 3-6 puttonyos Aszú, Tokaji 6 puttonyos Muskotályos Aszú, melyek hazai és nemzetközi borversenyeken sok aranyérmet, világversenyt nyertek. A Borkombinát megalakulásától a Rákóczi-család történelmi címerének felhasználásával készítette el emblémáját, borcímkéjét.
A rendszerváltás után, 1993-ban a Borkombinát állami vállalatból gazdasági társasággá alakult, Tokaj Kereskedőház Zrt. néven. Az átalakított, 100 % állami tulajdonú társaság székhelye ekkor Tolcsvára került, és azóta is itt van. 2016. óta Grand Tokaj Zrt. néven működik.

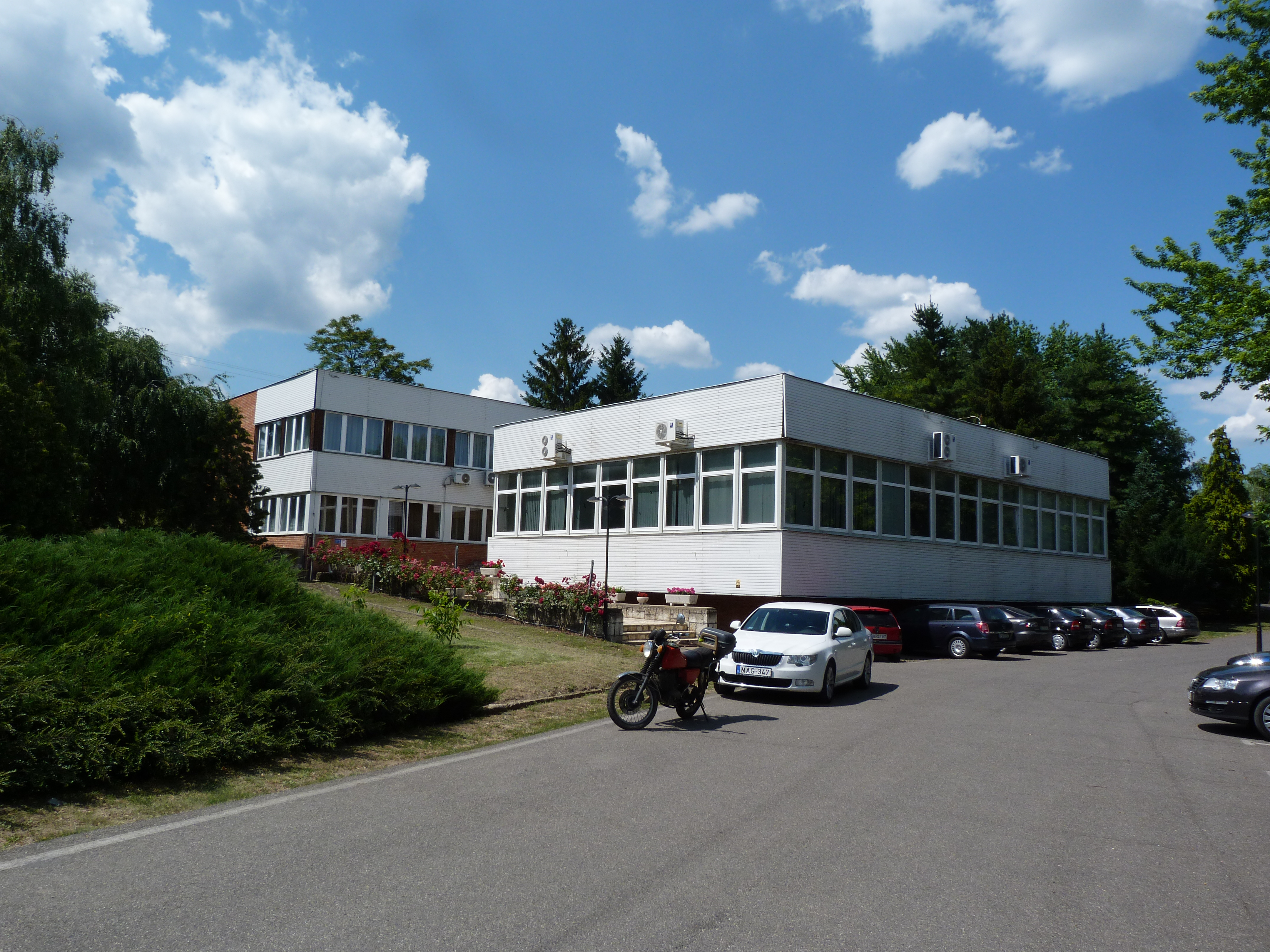
Tokaj Kereskedőház Zrt

A cég, amely ma is a Tokaji borvidék legnagyobb felvásárlója és bortermelője és integrátora, a térség teljes bortermelésének mintegy 35%-át adja. A közel 70 hektáros saját szőlőterülettel rendelkező borászat mintegy 1000 hektárnyi termőterületről több mint 1000 kistermelőtől vásárolja fel a szőlőt.
Egykor a teljes Tokaji borvidékre kiterjedő szőlőbirtokainak, pincészeteinek, borászatainak és ingatlanainak jelentős részét a rendszerváltás óta privatizálták, ezekből kisebb-nagyobb gazdasági egységek alakultak, a tolcsvai területen pl. az Tokaj Oremus Kft. működik, mely a helyi pincészeteket is kezeli.
A korábbi Békeharcos MgTsz 1992. szeptember 22-én átalakult Kertészeti és Borászati Pinceszövetkezetté. A község területén működik még az Északerdő Rt. Hegyaljai Erdészeti Igazgatósága, Tolcsva-Olaszliszka és Vidéke Körzeti Földművesszövetkezet. A közelmúltban megalakult a kistermelőket egyesítő Tolcsva-Erdőhorváti Hegyközség.

### Vendéglátók, panziók, szálláshelyek
- Király Panzió [21][22]
- Bor-Kő Udvarház [23]

## Nevezetességei
Tolcsva idegenforgalmi vonzerejét a műemlékek sokasága, a világhírű hegyaljai bor, valamint a térség szemet gyönyörködtető, szinte érintetlen természeti szépsége jelenti. A település különösen gazdag műemlék jellegű épületekben, amelyeket a Hegyalja neves szőlőgazdáinak kastélyai reprezentálnak.

### Görögkatolikus templom
A 18. században bevándorló ruszin és a Balkánról feltelepülő görögök hozták magukkal vallásukat. Templomuk 1859-ben, Szűz Mária mennybemenetele tiszteletére lett felszentelve. A templom 1909-ben új főoltárt kapott, 1918-ban freskókkal díszítették. Az egyház 1925-ben két harangot vásárolt, 1927-ben pedig felújították a templomot.

### Református templom
Tolcsván aránylag kis lélekszámú volt a református közösség. A község ma is álló temploma 1864-1869 között épült, a korábbi templom leégése után. Harangja 1866-ban készült el, orgonája 1882-ben épült.

### Római katolikus templom
Építészeti szakemberek értékelései szerint a legrégebbi műemlék épület a mai Bajcsy-Zsilinszky u. 67. sz. alatt lévő gótikus plébánia templom, mely a leletek alapján a 14. században épült. Itt őrizték 1806. március 14-20-án a magyar Szent Koronát. A templom Kisboldogasszony tiszteletére van szentelve. A templom kétszer is a reformátusok birtokába került, de 1711-től a helyi római katolikus közösség használatában volt.

### Kastélyok, kúriák

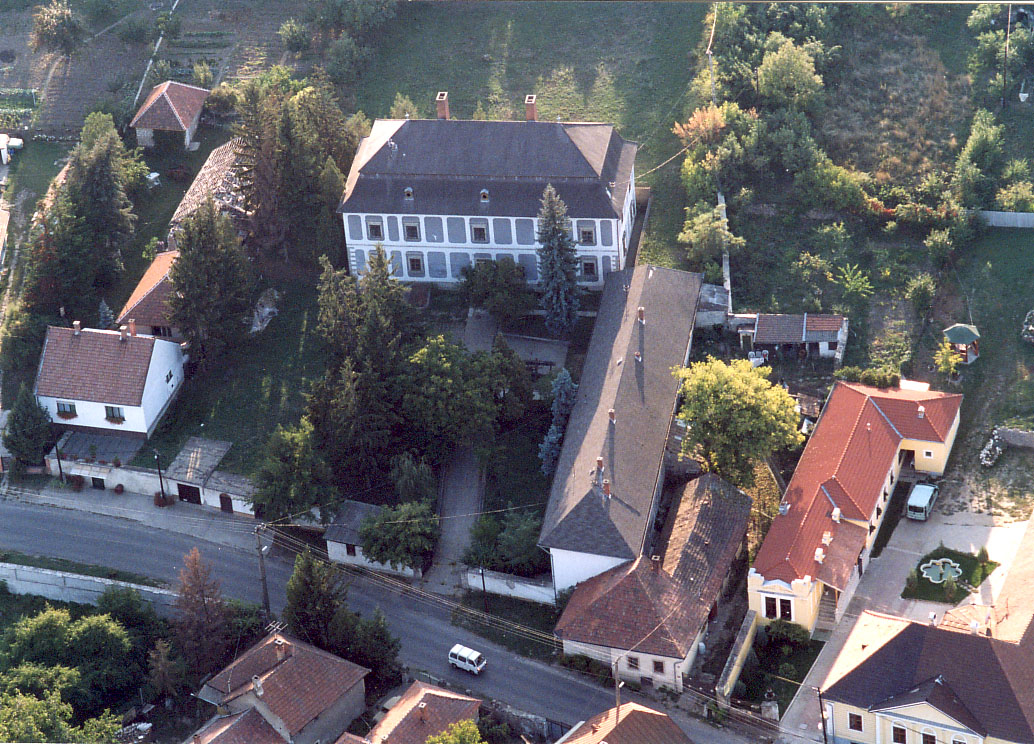
Tolcsva, Rákóczi-kastély

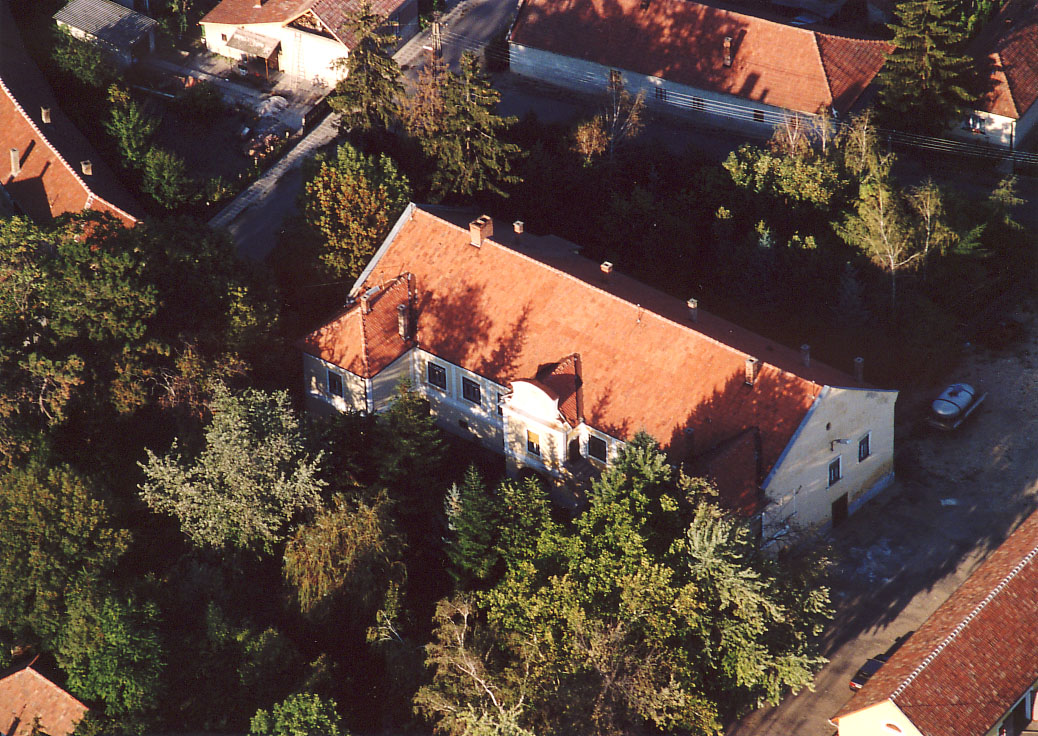
Tolcsva, kastély

A templomok mellett Tolcsva jelentős más műemlékekkel, kastélyokkal, kereskedő- és polgárházakkal rendelkezik.
- A Rákóczi-kastély kora barokk stílusban épült, mely méreteivel, építészeti emlékeivel a 17. század felső-magyarországi építészetének jellegzetes építménye. A műemlék helyreállítására 1960-ban került sor. 1972-től a kastélyban szőlészeti és borászati múzeum működik, mely a tolcsvai szőlészet, borászat tárgyi és szellemi emlékeit őrzi.
- A Dessewffy-kastélyt 1659-ben valószínűleg Bónis Ferenc építtette. Többszöri tulajdonosváltás után a 19. században került a Dessewffy család birtokába, akik igényeik szerinti átalakításokat végeztek rajta. Az épületet majorsági épület és nagyméretű kert veszi körül.
- Szirmay-Waldbott kastély - Tolcsva harmadik jelentős kastélya az 1820 körül klasszicista stílusban, Szirmay Ádám által épített kastély. Eklektikus átalakításokkal, bővítésekkel módosított épület a mai alakját a 19. század végén br. Waldbott Frigyes átépíttetésével nyerte. Az eredeti állapotban fennmaradt faburkolatos szalonok a 19. század klasszicista stílusát tükrözik. Az épületben 1948 óta iskola működött, majd 2015-ben a kastély déli szárnyának és a park egy részének felújítását követően Tolcsvai Szirmay-Waldbott-kastély Örökségturisztikai és Kulturális Rendezvényközpontként funkciónál.
- A Kossuth u. 64. sz. alatt található az ún. Stépán kúria, a 19. századi klasszicista nemesi házak egyik jellegzetes emléke, feltehetően az 1820-as években épült.
- Tolcsván még az 1959. évi műemléki összeírás idején is két másik klasszicista kúria állt, az 1820 körül épített Szemere-kúria, a Jókai u. 5. sz. alatt és az ekkortájt épült régi Szirmay-kúria, mely később dr. Bekény József családjáé volt, a Bajcsy-Zsilinszky u. 29. sz. alatt látható. Ezen kívül figyelmet érdemel még számos barokk és klasszicista polgárház.
- Az elmúlt években a térség gazdaságában végbement privatizációk hatásaként, a külföldi érdekeltségű társaságok – megismerve a település turisztikai lehetőségeit – visszatérő vendégei a falunak. A turisták érdeklődésének hatására mindinkább érzékelhetőek a belföldi turizmus fellendülésének a jelei is. Az utóbbi években jelentősen bővültek az igényes szálláslehetőségek és vendéglátóegységek száma. Felejthetetlen élményt nyújt az idelátogatóknak a borkóstolással egybekötött pincelátogatás, melyhez tájjelegű ételek kínálata is társul.

## Ismert tolcsvaiak
- Itt született Újvári Péter, születési és 1913-ig használt nevén Groszman Péter, onnantól hivatalosan Ujváry[24] (1869. április 24.[25] – Budapest 1931. január 16.)[26] magyar újságíró, író. Ujvári Imre és Újvári László újságírók és N. Ujvári Magda szerkesztő édesapja.
- Szekrényessy Anna (Nuschi) /1880-1939/ opera-énekesnő. Szekrényessy Lajos (1847-1909) és Mezőssy Margit tolcsvai birtokosok leánya, született Miskolcon. Ifjúsága jelentős részét töltötte Tolcsván. A nemzetközi operaszínpadok ünnepelt Wagner-énekesnője, aki Wagner minden jelentősebb operájának női főszerepét végigénekelte német, svájci, magyar és amerikai színpadokon.
- Itt született 1879-ben William Fox (Fried Vilmos) amerikai filmgyáros, producer.
- Itt született Antalóczy Zoltán (1923. március 22 - 2019. június 8.) szívgyógyászorvos, professor emeritus, MTA doktor, filozófus, a Magyar Kultúra Lovagja, a község későbbi díszpolgára.
- Itt tanított 1945-ben Materényi Jenő (1920-1986) magyar-történelem szakos tanár.

## Külső hivatkozások
- Európai borutak portál
- Tolcsva község honlapja